# Сабовчик, Йозеф
Йозеф Сабовчик (словац. Jozef Sabovčík, род. 4 декабря 1963, Братислава) — чехословацкий фигурист, выступавший в одиночном катании. Бронзовый призёр Олимпийских игр (1984), двукратный чемпион Европы (1985, 1986) и шестикратный чемпион Чехословакии. 
На каток привела бабушка в 6 лет, тренировался у Агнесы Бу́ржиловой и Франтишека Блатака, хореографами были Хильда Мудра и Андрелова. В 1979 выиграл чемпионат Чехословакии и попал на чемпионат мира, заняв 19-е место. Заметный рост результатов произошел в 1983, когда Йозеф стал среди первых в мире исполнять прыжок тройной аксель, что позволило ему занять 2-е место на чемпионате Европы. С этого времени Сабовчик занимает 2-е места в обязательных фигурах. Вершиной карьеры стал чемпионат Европы 1986, где он выиграл все три вида соревнований (фигуры, короткую и произвольную программу), в произвольной программе на музыку Дж.Гершвина стал вторым фигуристом в мире (после А.Фадеева), попытавшемся на соревнованиях исполнить четверной прыжок (тулуп), приземлил его на две ноги, тем не менее ряд судей за технику выставили оценки 5,9-6,0, засчитав прыжок. Такого же мнения придерживаются и его фанаты, считая Сабовчика первым в мире исполнителем четверного прыжка, однако ИСУ официально не засчитало этот прыжок из-за нечистого приземления. Вынужден был завершить карьеру в 1986 из-за травмы колена, приведшей к двум годам медицинской реабилитации.
С 1989 перешел в профессионалы, выиграл турнир US Open, стал чемпионом мира среди профессионалов, дважды выиграл командный чемпионат мира среди профессионалов (1995—1996), участвовал в многочисленных ТВ шоу.
Программы Сабовчика отличались атлетичным спортивным стилем (за его прыжки получил прозвище "Jumping Joe") в ущерб артистичности (вторую оценку судьи всегда снижали).
Жена — Дженифер, имеет двоих детей, проживает в Сан-Валлее (США). Первым браком был женат на канадской фигуристке Трейси Вейнман.

## Результаты
| Соревнования                 | 75/76         | 76/77         | 78/79         | 79/80         | 80/81         | 81/82         | 82/83         | 83/84         | 84/85         | 85/86         |
| Международные                | Международные | Международные | Международные | Международные | Международные | Международные | Международные | Международные | Международные | Международные |
| ---------------------------- | ------------- | ------------- | ------------- | ------------- | ------------- | ------------- | ------------- | ------------- | ------------- | ------------- |
| Олимпийские игры             |               |               |               |               |               |               |               | 3             |               |               |
| Чемпионат мира               |               |               | 19            | 16            | 12            | 16            | 6             | 4             | 4             | 6             |
| Чемпионат Европы             |               |               | 17            | 9             | 5             | 8             | 2             | 4             | 1             | 1             |
| Skate America                |               |               |               |               |               |               | 3             |               |               | 1             |
| Skate Canada                 |               |               |               |               |               | 3             |               |               |               | 1             |
| NHK Trophy                   |               |               |               |               |               |               |               |               | 4             |               |
| Чемпионат мира среди юниоров | 10            |               |               |               |               |               |               |               |               |               |
| Международные                |               |               |               |               |               |               |               |               |               |               |
| Чемпионат Чехословакии       |               | 3             | 2             | 1             | 1             | 1             | 1             | 1             | 2             | 1             |